# Podkowa 98

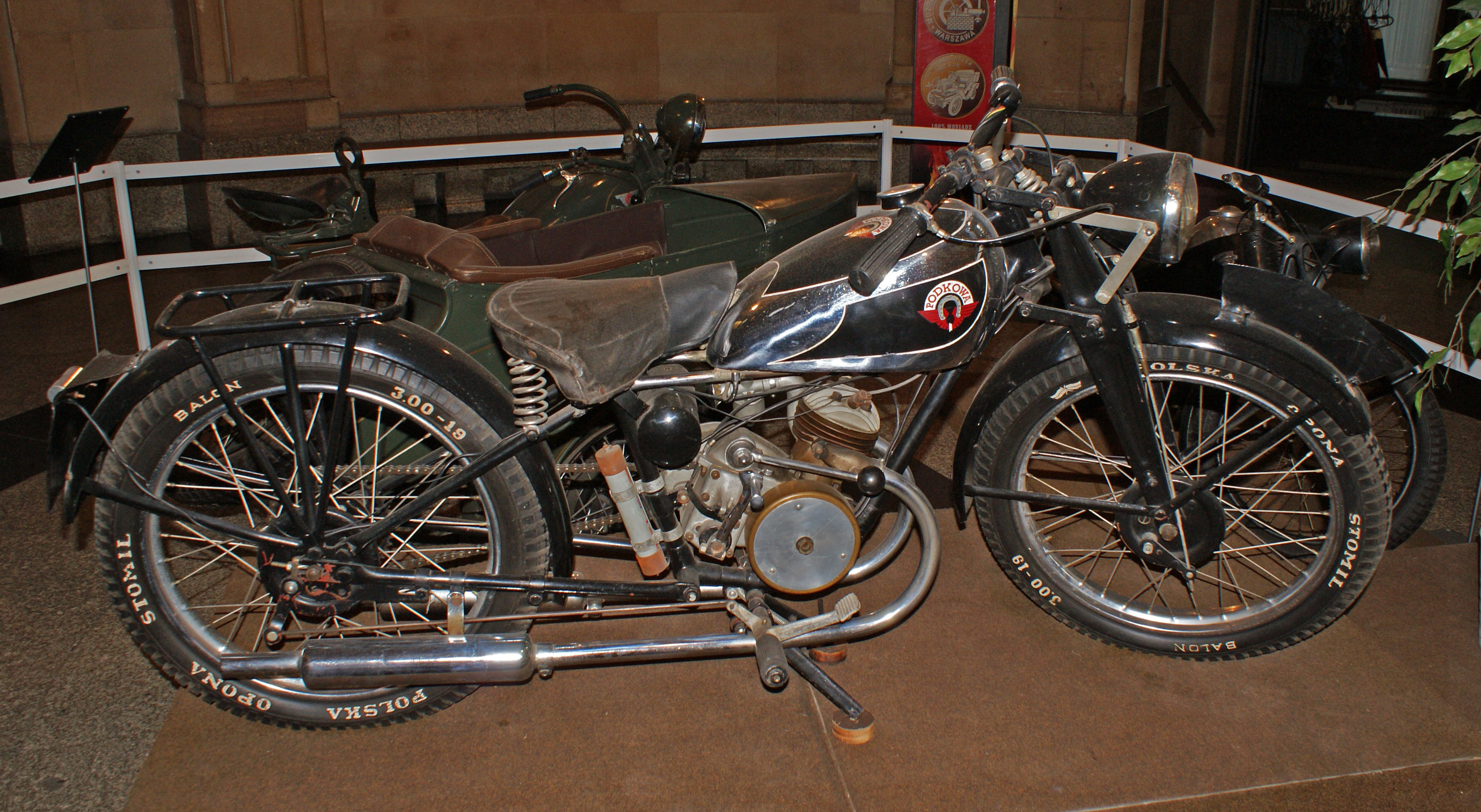
Podkowa 98 w Narodowym Muzeum Techniki w Warszawie

Podkowa 98 – polski motocykl małolitrażowy, produkowany w roku 1939 przez Zakłady Przemysłowe „Podkowa" S.A. w Poniatowie koło Legionowa.

## Historia
W drugiej połowie lat 30. kilka krajowych wytwórni rozpoczęło produkcję motocykli małolitrażowych, zwanych popularnie "setkami". Pojazdy tego typu były tanie, ekonomiczne i dość wytrzymałe, a przy tym zwolnione z opłat podatku drogowego. Do ich prowadzenia nie było wymagane posiadanie prawa jazdy.
Założona w roku 1921 Fabryka "Podkowa" produkowała niewielkie wyroby żelazne. Specjalizowała się w hacelach, co znalazło odbicie w nazwie zakładu, która w latach 20. brzmiała Pierwsza Polska Fabryka Haceli "Podkowa" Sp. z o.o.
Przygotowania do produkcji pojazdów mechanicznych prowadzone były od roku 1937, jednak dopiero w ostatnich miesiącach 1938 roku zawarto porozumienie z zakładami Villiers Motor Comp. w Wolverhampton.
Motocykl został skonstruowany przez inżyniera A. Skalskiego, na podstawie wykupionej licencji angielskiego motocykla Baker (James). "Podkowa" była wzorowana na rozwiązaniach technicznych angielskiego motocykla, zaś istotne podkreślenie tego związku stanowił silnik firmy Villiers. Rama była dość ciężka, przewidziana do zastosowania w przyszłości silnika pojemności 150 cm³. Kilka próbnych motocykli poddano wszechstronnym badaniom terenowo-drogowym, a produkcję seryjną rozpoczęto w końcu stycznia 1939 roku. Do czasu zakończenia produkcji w sierpniu 1939 roku powstało ok. 120-130 motocykli "Podkowa" (według innych publikacji, ok. 500). Plan na 1939 rok obejmował 1000 motocykli, z silnikami produkowanymi na licencji przez SHL, lecz produkcja została przerwana przez wojnę. Do czasów dzisiejszych przetrwało ich 21.
Przynajmniej 5 motocykli wzięło udział w działaniach kampanii wrześniowej, podarowane przez fabrykę Warszawskiej Brygadzie Obrony Narodowej.

## Dane techniczno-eksploatacyjne
- Silnik: Villiers 9D Unit 98, jednocylindrowy, dwusuwowy, chłodzony powietrzem (produkcji firmy The Villiers Engineering Co.)
- Pojemność skokowa: 98 cm³.
- Stopień sprężania: 5:1.
- Moc maksymalna: 3 KM (2,2 kW) przy 3000 obr./min[1].
- Sprzęgło: mokre, wielotarczowe[1].
- Skrzynia biegów: o trzech przełożeniach, sterowana ręcznie[1].
- Rama: rurowa, pojedyncza, zamknięta[1].
- Zawieszenie przednie: widelec trapezowy.
- Zawieszenie tylne: sztywne.
- Ogumienie: 3,00-19" Stomil[1].
- Hamulce: szczękowe mechaniczne. Ręczny na koło przednie, nożny na koło tylne.
- Instalacja elektryczna: 6V, prądnica-iskrownik  15W[1]
- Masa własna: 68 kg[1].
- Zużycie paliwa: 1,8 l/100 km[1].
- Prędkość maksymalna: 65 km/h.